# 氟铝酸钾
氟铝酸钾（Potassium fluoroaluminate），别名氟化铝钾，化学式K3AlF6。分子量258.28。

## 性质
白色至浅灰色粉末，微溶于水。

## 制备
由氟铝酸（通过无水氟化氢与氢氧化铝反应得到）在高温下与氢氧化钾反应，再经过滤、烘干、熔融和粉碎而制得。
{\displaystyle {\rm {\ 6HF+Al(OH)_{3}\rightarrow AlF_{3}\cdot 3HF+3H_{2}O}}}
{\displaystyle {\rm {\ AlF_{3}\cdot 3HF+3KOH\rightarrow K_{3}AlF_{6}+3H_{2}O}}}

## 用途
用作杀虫剂，也用于玻璃、陶瓷工业和铝钎焊。